# Zilog Z800
A Zilog Z800 egy 16 bites, a Zilog cég által tervezett, 1985-ben kibocsájtott mikroprocesszor volt. NMOS technológiával készült. Utasításkód-kompatibilis volt a már meglévő (8 bites) Z80-as processzorral, de sokban különbözött is attól, pl. csipre integrált memóriavezérlő egységgel rendelkezett, amely 16 MiB memóriát volt képes kezelni, és rendkívül sok új utasítást és új címzési módot kapott, amelyek egy nagymértékben ortogonális utasításkészlet-bővítést alkottak. A Zilog azonban igen kevés figyelmet fordított a Z800-asra, mivel a 32 bites Z80000-es processzor kifejlesztésére koncentrálta az erőforrásait, így a Z800-as nem került gyártásba. Nem sokkal később viszont újra elővették a processzor terveit, amelynek egyes elemeit felhasználták a  Z280-as processzor tervezésénél, 1986-ban. Az újabb fejlesztés már eljutott a termelésig, így jelent meg a Z280-as, amelynek a szállítását 1987-ben kezdték meg, és a kialakítása nagyon hasonlít a Z800-as terveire, ezúttal CMOS technológiával megvalósítva.

## Fordítás
- Ez a szócikk részben vagy egészben  a   Zilog Z800 című angol Wikipédia-szócikk ezen változatának fordításán alapul.  Az eredeti cikk szerkesztőit annak laptörténete sorolja fel. Ez a jelzés csupán a megfogalmazás eredetét és a szerzői jogokat jelzi, nem szolgál a cikkben szereplő információk forrásmegjelöléseként.